# Anhui Jinhe Industrial
Anhui Jinhe Industrial (chinesisch 金禾实业) ist ein chinesischer Chemiekonzern aus Lai’an. Er stellt Süßstoffe wie Acesulfam-K und Sucralose, Aromastoffe wie Maltol, Ethylmaltol und Maltolmethylcyclopentenolon (MCP) sowie Basischemikalien her.